# A.Side TV

Logo de Aux (2009–2017)

A.Side TV (anciennement Aux) était une chaîne de télévision musicale canadienne spécialisée de catégorie B en langue anglaise appartenant à Blue Ant Media (en). Elle diffusait des vidéoclips et des émissions musicales sur des artistes émergents dans les genres alternatif, hip-hop, rock indépendant, pop indépendante et autres.

## Histoire
Aux a fait ses débuts le 24 novembre 2008 sous forme de chaîne de télévision sur internet, diffusant les programmes d'une autre chaîne du groupe Glassbox, BiteTV.
Glassbox a obtenu une licence de diffusion auprès du CRTC le 6 mars 2009, et Aux TV a été lancée le 1er octobre 2009 chez Rogers Cable puis chez d'autres fournisseurs tels que Shaw Cable, Shaw Direct, EastLink, Source Cable et MTS.
Dans une décision surprenante, Glassbox s'est vu refuser sa demande en avril 2010 pour une version en langue française de Aux qui offrait « une programmation consacrée à la musique émergente », sous prétexte que la chaîne entrerait en compétition avec MusiquePlus et MusiMax, alors que ces deux chaînes ont relégué les vidéoclips et émissions musicales durant la nuit et tôt le matin, occupant le reste de sa journée de programmation avec des émissions de téléréalité.
Aux n'est pas distribué au Québec par Vidéotron ou Cogeco.
Glassbox a été vendu partiellement à Blue Ant Media le 14 septembre 2011 et complètement le 1er août 2012.
Une version haute définition de la chaîne a été lancée le 4 juin 2013 chez Eastlink.
Le 30 mai 2017, Aux change de nom pour A.Side TV.
La chaîne a mis fin à ses opérations le 15 janvier 2023.

## Programmation
La programmation des débuts de Aux :
- ExploreMusic présenté par Alan Cross
- Master Tracks
- Aux Weekly
- Talk Show Night At Juicebox Manor
- Cypher
- Band Foto
- Strange Notes organisé chez George Pettit de Alexisonfire
- Volume
- Camera Music
- The alt.sessions
- Hard
- Something New
- Garageland

## Collaborations
En février 2009, Aux a participé, avec CBC Radio 3 et Exclaim!, au lancement de X3, une nouvelle collaboration inter-plateforme de promotion mettant en lumière trois "Artistes du mois" (Artists of the Month).

Quelques X3-Artists of the Month : K'naan, Malajube, Thunderheist, Japandroids, Apostle of Hustle et The Rural Alberta Advantage.